# 선무도
선무도(禪武道, Sunmudo)는 흔히 위빠사나라고도 불리는 수행법으로 안반수의경(安般守意經,아나파나사티)에 전하는 전통 수행법이다. 본래는 불교금강영관(佛敎金剛靈觀)이라고 해서 부처님으로부터 전수되어 온 수행법이다.
선무도는 깨달음을 위한 실천적 방편으로서, 우리에게 익숙한 요가나 명상을 아우르는 관법수행법이다.
선무도는 위빠사나 혹은 요가처럼 인도에서 오랫동안 이어져 내려오는 수행법으로서 참선의 원류에 해당하며 남녀노소 누구나 쉽게 배워 익힐 수 있는 수련법이다.

## 전례

### 시작

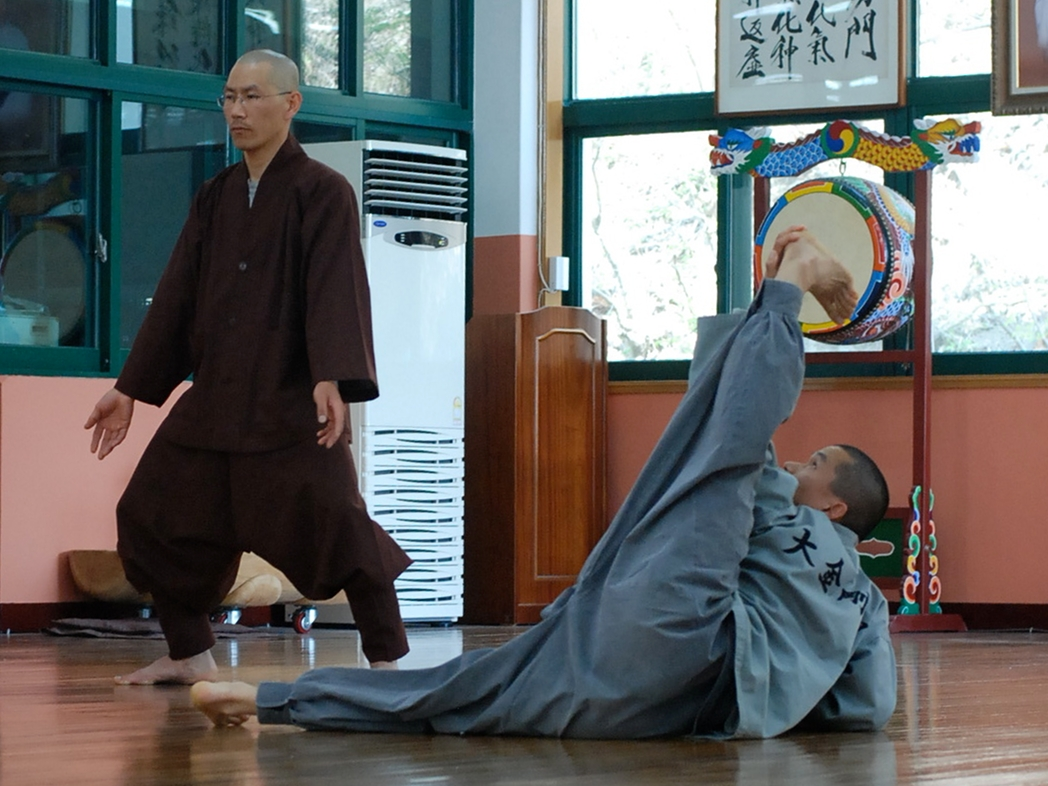

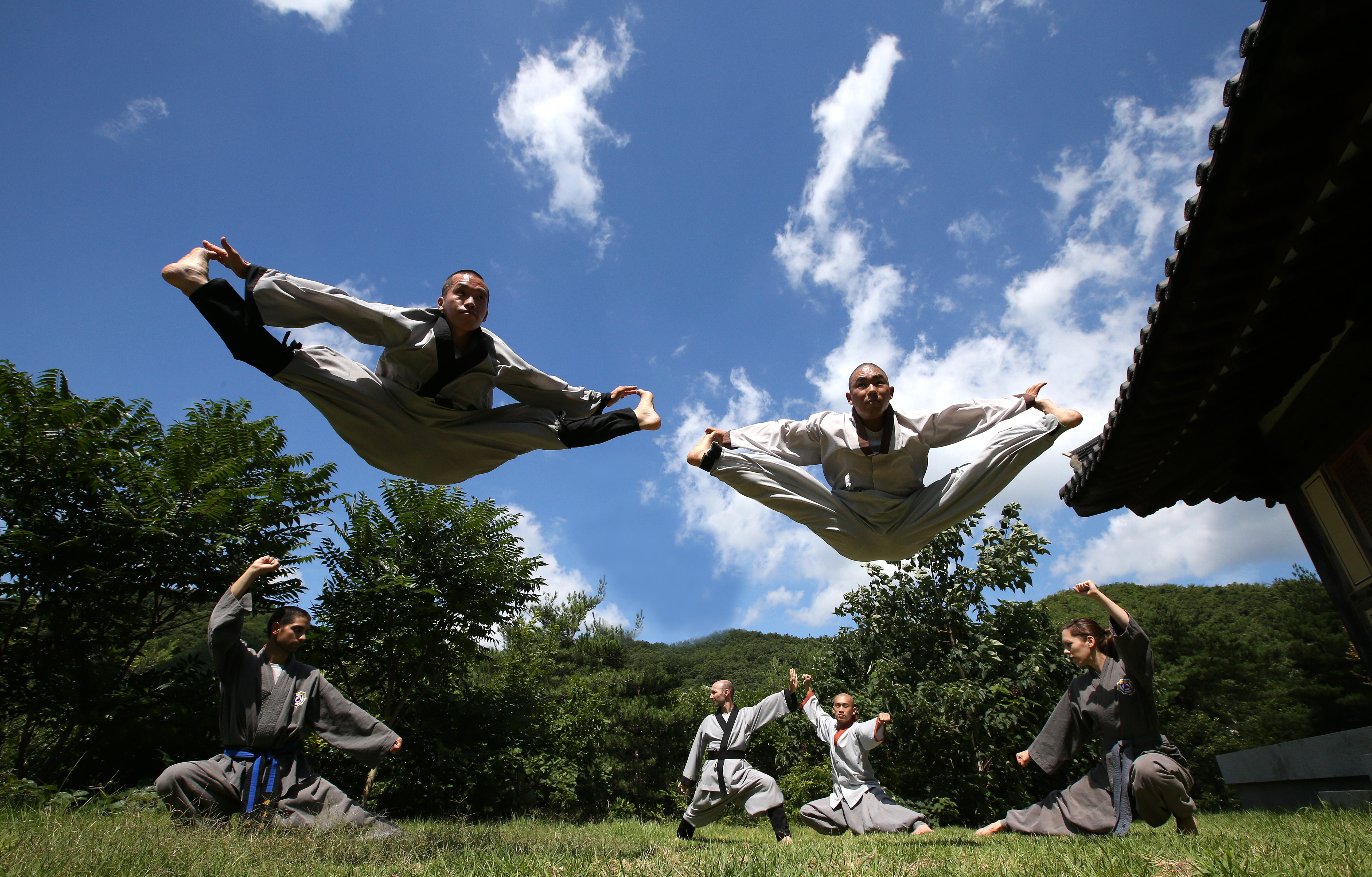
선무도 시연동작

선무도는 깨달음을 위한 실천적 방편으로써, 우리에게 익숙한 요가나 명상을 아우르는 관법수행법이다.
선무도는 위빠사나 혹은 요가처럼 인도에서 오랫동안 이어져 내려오는 수행법으로써 참선의 원류에 해당하며 남녀노소 누구나 쉽게 배워 익힐 수 있는 수련법이다.
현대인들의 정신적 고뇌와 신체적 질병을 가져 올 수 있는 갖가지 스트레스와 육체의 불균형을 선무도 수련을 통하여 건강한 몸과 마음을 되찾을 수 있다.
즉, 몸과 말과 사유, 다시 말하면 우리가 살아가는 모든 것 - 행동하고, 말하고, 생각 하는 것 –을 잘 살피고 정화하여 조화롭게 이끌어나감으로써 도를 이룰 수 있다.
궁극적으로 선무도를 통해 누구나 몸과 마음이 활짝 열린 대자유인을 염원하며, 우주와의 일체를 이루는 세계로 나아가고자 함이다.

### 선무도 수행관
불교의 전통적인 수행법 가운데 밀교(密敎)의 관법(觀法)이란 수행법이 있다.
중국 수나라 때 천태산 수선사(修禪寺)의 지의대사가 저술한 수습지관좌선법요(修習止觀坐禪法要)란 책에 의하면 "대저 열반에 이르는 방법은 여러 길이 있으나 가장 핵심적인 것은 지(止)와 관(觀) 두 방법 밖에 없다."고 전하고 있다.
육조 혜능대사 이후로 체계적인 선(禪)의 개념으로 발전되어 우리나라로 전래된 참선(간화선)의 원류라고 할 수 있다.
2,600년 전, 불타의 출현과 함께 새로운 사상과 철학이 정립되면서 불교적인 독특한 형태의 수행방법으로 발전되어 왔다. 이러한 밀교적인 관법이 오늘날 한국 불교의 전반적인 의식이나 수행법에도 짙게 나타나고 있으며, 특히 선무도(禪武道-불교 무술)의 핵심은 바로 이러한 관법을 토대로 이루어져 있다.
선무도가 단순한 무술의 차원을 넘어서서 깨달음을 구하기 위한 수행의 한 방편임을 밝히고, 아울러 부처님의 가르침과 어떠한 연관성을 이루며 그 사상적 배경과 수행법으로 전해져 왔는지를 경전과 그와 관련된 문헌을 토대로 살펴보도록 하겠다.
부처님의 가르침에는 현교(顯敎)와 밀교(密敎)의 두 가지 방편이 있다.
현교는 나타내서 설(說)해진 가르침인데 비해서 밀교는 비밀로 설해진 가르침이라는 뜻이다. 따라서 법신불(法身佛)인 大日如來(비로자나불)가 깨달은 내용을 스스로 비추어 보면서 즐기는 자수자락(自受自樂) 삼밀(三密)의 가르침을 밀교라고 하며 산스크리트어로는 바즈라 야나(vajra-yāna, 금강승 金剛乘 )라는 말에 해당된다.
이러한 밀교적인 측면에서 유통된 불교의 역사를 보면 원시불교에서 대승과 소승의 부파시대를 거쳐서 힌두교에서 파생된 탄트라교와 불교가 합일된 대승으로서의 탄트라 불교를 생각할 수가 있다. 불교가 발생할 당시 인도에서는 이미 오래 전부터 선주민들에 의해 전통적인 수행방법이 요가와 같은 형태로 성행되고 있었으며 인도의 모든 종교나 철학파에 보편적으로 수용되어 있었다고 한다.
부처님께서도 출가 후, 당시의 일반적인 수행법인 요가와 같은 고행으로 6년을 바라문 수행자들과 같이 생활을 했지만 결국 깨달음을 얻지 못하고, 그러한 육체 본위만의 고행 이 올바른 길이 아님을 느끼고 나란쟈라 강가에서 소녀가 올리는 우유죽을 공양 받고 심신의 안정을 취한 후 선정에 드신 뒤 드디어 대해탈의 깨달음을 얻으신 바와 같이, 깨달음을 구하는 수행의 길은 몸과 마음 중 어느 한쪽으로 치우쳐서도 안 되며 오직 둘의 적절한 조화를 통해서만이 삼매(三昧)를 이룰 수 있다고 하겠다.
여기서 말하는 조화란 몸과 마음은 물론 강(剛)과 유(柔), 동(動)과 정(靜), 주관과 객관, 나와 너 나아가서 우주와 나의 조화인 것이다.
이는 곧 부처님의 중도사상(中道思想)이 라 말할 수 있으며 바로 관법수행의 핵심적인 요지라고 본다.
이러한 관법, 즉 밀교는 소승적인 수행방법에서 점차적으로 대승적인 형이상학이 가미되어 7C 후반에 서쪽 인도에서 대일경(大日經), 금강정경(金剛頂經)등이 집성되면서 불교의 정통적인 지위를 이루게 된다.

## 선무도 역사
불교의 전래 및 선무도
한반도에 불교가 전래된 시기는 삼국시대로써, 고구려는 소수림왕 2년(372), 백제는 침류왕 원년(384), 신라는 제 19대 눌지왕(417~458) 때 고구려를 통해 육로를 따라 전래되었다는 설과 또한 가야의 불교 유래설과 같이 신라와 백제시대 뱃길을 따라 전래된 것이다.
특히 골굴사와 인근의 기림사는 인도에서 광유성인 일행이 창건하였으며, 광유성인은 오늘날의 미얀마 지역(옛 인도)의 전설 속에 전해지는 큰 스님 중의 한 분이시다.
화랑에 끼친 선무도의 사상과 수행
신라의 화랑도 정신을 배양한 불교의 호국사상은 근본불교의 실천 수행법인 선무도의 수련이 그 바탕이 된다고 할 수 있겠다.
불교의 사상과 수행법이 동인(動因)이 되어 호국 불교의 근간이 된 화랑도 정신은 세속오계로 유명한 원광법사로부터 그 뿌리를 내린다.
신라는 진평왕 대에 이르러 화랑도 운동이 크게 일어났으며, 화랑 집단은 3년 동안의 수련 기간을 통해 주로 경주 인근의 남산과 함월산, 금강산, 지리산 등 명산을 찾아 자연과 접하며 국토에 대한 애착심과 호연지기를 익히고 교양과 무예를 수련하였으니 사찰이 곧 그 역할을 한 수도장이며, 승려들이 오늘날의 교관과 같은 임무를 수행했었다고 한다. 특히 함월산, 기림사는 화랑도들의 주된 수도장으로써 크게 활용되었으며 그 뒤 고려시대와 조선시대에 이르기까지 승병들이 주석했던 대표적인 호국도량이었다.
이와 같이 화랑도는 불교적 사상을 바탕으로 하여 고승 대덕들로부터 교학과 무술을 배우며 장래 국가에 재목으로 성장하여 훗날에는 신라가 삼국을 통일하는 원동력이 되었다.<삼국사기>
이러한 불교 호국사상의 수호를 위해 승려들 개개인의 건강을 유지할 수 있는 최소한의 수련이나 선무도에서 말하는 무술적인 동공을 평소에 연마해 왔기 때문에 유사시에 승군으로 조직되어 참전이 가능 했을 것이다.<한국민족문화 대백과사전>
전통의 계승이 유학을 신봉한 조선시대 성리학자들과 조정에 의해 불교가 탄압받는 상황 속에서도 조선 말 갑오개혁(1894)으로 승군제도가 폐지 될 때까지 이루어져 왔다. 역사적인 불교 탄압에 의해 그리고 곧이어 닥쳐온 일제 강점기라는 시대적 상황 때문에 그 명운이 바람 앞의 등불처럼 암울하였으며 일제의 한국 전통문화 말살이라는 정책 아래 선무도는 그 명맥을 감추고 승가의 선승들에 의해 비전되었다.
하지만 1960년대에 들어서서 양익 큰스님께서 사장되어가는 승군들의 무예와 관법수행법을 발굴하고 체계화하시고 이를 승가에 전수하는 불교금강영관 연수원을 개원하였다.
1970년대 중반 양익 대종사님 문하에 입문하여 심인(법)을 전수받으신 설적운 대금강문 문주스님께서 일반 대중 포교에 큰 서원을 세우시고 불교금강영관 수련법을 현대적 의미인 선무도로 개칭하시고 대중들에게 널리 가르침을 베푸시어 많은 수련생과 지도자를 배출하였다.

또한 선무도의 세계적인 홍보와 전문 지도자를 배출하기 위한 선무도 대학을 설립하였으며 사단법인 세계선무도총연맹 산하 국내외 다수의 지원, 지부가 운영되고 있으며, 선무도 총본산 골굴사에 재단법인 선무도 대금강문이 설립되어 있다.

## 같이 보기
- 골굴사
- 양익 스님